# Huba
Huba fou un dels set caps tribals hongaresos que mobilitzaren el poble hongarès el segle x des d'Àsia fins a Europa.
Huba era cap de la tribu hongaresa dels Kürt-Gyarmat i un dels set cap tribals hongaresos juntament amb Előd, Tas, Töhötöm, Ond, Kond, sota el comandament del Príncep Álmos. Segons la crònica medieval coneguda com la Gesta Hungarorum, Huba fou enviat juntament amb els caps Szoárd i Kadocsa pel Gran Príncep Árpád a conquerir la regió del nord d'Hongria, un cop entraren a la conca dels Carpats el 895. Després de fer ús de l'arc i de la fletxa, així com de tècniques de guerra desconegudes per a la majoria dels habitants locals, Huba prengué les ciutats properes de Nitra i feu córrer les tropes de Zobor, el cabdill dels eslaus, forçant-los a refugiar-se a la fortalesa principal.
D'aquesta manera, acabada la batalla, els presoners eslaus foren portats a Árpád, qui després d'alliberar-los, nomenà Huba governador de tota la regió, atorgant-li els territoris fins als límits del bosc Törzsök, a la vora del riu Žitava.